# Bartolomeo Ratti
Bartolomeo Ratti (auch Rati oder de Rattis, genannt Il Moro, Mauro nuncupato oder Patavo Mauro; * 1565 in Padua; † 21. April 1634 in Padua) war ein italienischer Franziskaner, Priester, Organist, Sänger,  Kapellmeister und Komponist.

## Leben
Bartolomeo Ratti besuchte die Schule des Franziskanerklosters St. Antonius in Padua, trat dann dort in den Franziskanerorden ein und wurde zum Priester geweiht. Seine musikalische Ausbildung erhielt er von Kapellmeister Costanzo Porta. Am 30. Oktober 1591 wurde er als Tenorist in der Basilika des Klosters mit einem Gehalt von 12 Dukaten pro Jahr angestellt. Zum Organisten der Kapelle von S. Antonio wurde er am 24. Februar 1594 ernannt. Am 14. März verließ er Padua und wurde Kapellmeister im Dom von Gemona. Hier blieb er bis Februar 1600. Der Chor pflegte Madrigalgesang und Ratti hatte Madrigalbücher von Girolamo Belli, Giaches de Wert, Giovanni Croce und Ruggero Giovannelli erworben. Er selbst veröffentlichte in dieser Zeit drei Sammlungen mit Madrigalen. Nach seiner Rückkehr nach Padua wurde er am 13. Dezember 1600 Vizekapellmeister und am 1. Juni 1601 als Nachfolger Portas Kapellmeister. Am 1. April 1606 wurde die Kapelle aufgelöst und Ratti aus dem Amt entlassen. Es gibt unbestätigte Berichte, dass er sich darauf als Kapellmeister im Kloster und der Kirche San Francesco in Piacenza aufgehalten haben soll. Im April 1607 findet sich sein Name als Mitglied der Ordensgemeinschaft wieder in den Akten des Klosters St Antonius und am 23. November 1608 wurde er erneut Kapellmeister des wiederbelebten Ensembles dort, nun als Nachfolger Giulio Bellis, der das Amt zuvor innegehabt hatte, aber davon zurückgetreten war. Sein Verhältnis zum Franziskanerorden verschlechterte sich, und im Dezember 1613 stellte er ein Austrittsgesuch. Danach finden sich keine Spuren weiterer musikalischer Aktivität Rattis.

## Werke (Auswahl)
- Cantiones in laudem Deiparae Virginis Mariae (quę vulgo nominari solent motecta), quae in omni solemnitate ipsius cantari possunt, et in fine adiectae sunt litaniae in honorem eiusdem Virginis, liber primus, cum quinque vocibus [Gesänge zum Lob der Gottesmutter Maria (die gemeinhin als Motetten bezeichnet werden), die an allen ihren Festtagen gesungen werden können, und am Ende sind Litaneien zu Ehren derselben Jungfrau hinzugefügt, erstes Buch mit fünf Stimmen], Ricciardo Amadino, Venedig 1594 RISM ID: 990053722
- Amorosi fiori, colti in vago, a delitioso giardino, madrigali a quatro voci con uno a otto in fine, composti in stil di canzonette [Liebliche Blumen, gepflückt in einem anmutigen und köstlichen Garten, Madrigale für vier Stimmen mit einem abschließenden für acht Stimmen, komponiert im Stil der Canzonette], Ricciardo Amadino, Venedig 1594, OCLC 498815216 RISM ID: 990053723
- Ghirlanda de varii fiori amorosi, secondo libro de madrigali a quattro voci, composti in stil di canzonette, con un sonetto a otto in fine, & un dialogo a otto fatto nelle sontuose nozze dell' illustre signor Giovan Martin Marchesi con l'Illustre Signora Lucina Savorgnana. Novamente composti [Girlande aus verschiedenen lieblichen Blumen, zweites Buch der Madrigale für vier Stimmen, komponiert im Stil der Canzonette, mit einem abschließenden Sonett für acht Stimmen und einem Dialog für acht Stimmen, verfasst anlässlich der prächtigen Hochzeit des ehrenwerten Herrn Giovan Martin Marchesi mit der ehrenwerten Dame Lucina Savorgnana. Neu komponiert.] Ricciardo Amadino, Venedig 1596 RISM ID: 990053724
- Ardori amorosi, madrigali, e canzonette a tre voci. [Liebesglut, Madrigale und Canzonetten für drei Stimmen], Ricciardo Amadino, Venedig 1599 RISM ID: 990053725
- Li brevi salmi intieri, che nelli vespri di tutte le solenità si cantano, secondo il rito del sacro Concilio di Trento, a cinque voci, con il basso continuo per commodità de gl’organisti. [Die vollständigen kurzen Psalmen, die in den Vespern aller Festtage gemäß dem Ritus des Heiligen Konzils von Trient gesungen werden, für fünf Stimmen, mit Generalbass zur Erleichterung der Organisten], Ricciardo Amadino, Venedig 1605 RISM ID: 990053726 OCLC 824225504 (stimmbuecher.digitale-sammlungen.de).